# Pachyserica bituberculata
Pachyserica bituberculata är en skalbaggsart som beskrevs av Ahrens 2006. Pachyserica bituberculata ingår i släktet Pachyserica och familjen Melolonthidae. Inga underarter finns listade i Catalogue of Life.